# Silerton
Silerton es un pueblo ubicado en los condados de Hardeman y Chester, Tennessee, Estados Unidos. Tiene una población estimada, a mediados de 2021, de 96 habitantes.

## Geografía
Está ubicado en las coordenadas 35°20′32″N 88°48′36″O / 35.34222, -88.81000 (35.34235, -88.809941). Según la Oficina del Censo de los Estados Unidos, tiene una superficie total de 1.73 km², correspondientes en su totalidad a tierra firme.

## Demografía
Según el censo de 2020, en ese momento había 97 personas residiendo en la zona. La densidad de población era de 56.07 hab./km². El 88.66% de los habitantes eran blancos, el 2.06% eran afroamericanos, el 2.06% eran amerindios, el 2.06% eran de otras razas y el 5.15% eran de una mezcla de razas. Del total de la población, el 1.03% era hispano o latino.